# ミスラ (小惑星)
ミスラ (4486 Mithra) は近日点が地球の軌道の内側にあるアポロ群の火星横断小惑星・PHAである。ベルギーの天文学者エリック・エルストとブルガリアの天文学者ヴラディーミル・シュコドロフが、ブルガリアのロジェン天文台で発見した。
インドや西アジアで信仰された神、ミスラから命名された。
2000年の7月から8月にかけてアレシボ天文台とゴールドストーン電波望遠鏡でミスラのレーダー観測が行われ、2つの突起を持つ不規則な形状が観測されている。これらのデータの解析からミスラは中央がくびれた砂時計のような形状をしていると考えられ、接触二重小惑星の可能性がある（外部リンク参照）。